# Chiesa di San Benedetto alle Venelle
La chiesa di San Benedetto alle Venelle, conosciuta anche come grotta di San Benedetto alle Venelle, è una chiesa rupestre in rovina ubicata a Lettere.

## Storia
Non si conosce la data precisa di costruzione della chiesa: dai resti degli affreschi è possibile datare la sua edificazione in un periodo collocabile tra l'XI e il XII secolo. Si trattava, come ricordato dal nome, di un insediamento benedettino, i quali, nel Medioevo, si occupavano della gestione dei territori circostanti, nonché della bonifica dei campi e dell'agricoltura.

## Descrizione
La chiesa era intitolata a san Benedetto poiché gestita da monaci benedettini, mentre il toponimo Venelle deriva dalle vene d'acqua che scendevano lungo la roccia, raccolte dei monaci per soddisfare i loro bisogni quotidiani. È posta poco distante dal castello di Lettere, addossata a una parete rocciosa, in posizione panoramica sulla valle del Sarno.
Della struttura restano solo poco tracce di muratura: era dotata di una facciata con copertura a vela, a cui seguiva un ambiente rettangolare che a sua volta immetteva in una piccola area con fondo absidato; questo divideva la chiesa dalla roccia retrostante, ma venne abbattuto poiché si supponeva che nell'intercapedine che si veniva a formare fossero nascosti degli oggetti, ipotesi poi rivelatasi errata. L'abside, di cui rimane una base alta circa 50 centimetri, aveva al centro un affresco raffigurante la Madonna in trono con Bambino e due santi, su un fondo a fasce gialle, rosse e verdi, completamente perduti; sul lato sinistro si conserva l'affresco di un motivo a scacchiera a righe rosse con al centro cerchi di colore giallo mentre su quello di destra erano dipinti tre santi di cui restano visibili solo i piedi: i santi erano racchiusi in una cornica rossa, alla cui base era possibile leggere la scritta "Ego Ioh", riferita probabilmente all'autore degli affreschi. Altro affresco superstite si trova nell'ambiente rettangolare, ossia una cornice verticale rossa con rombi e tratti orizzontali bianchi. Tutti gli affreschi sono stati realizzati tra l'XI e il XII secolo. Intorno ai ruderi della chiesa, nella roccia, sono presenti delle cavità naturali, presumibilmente utilizzate come romitori o luoghi di sepoltura.